# Nisza Matki Boskiej Bolesnej w Valletcie
Nisza Matki Boskiej Bolesnej (malt. Niċċa tal-Madonna tad-Duluri, ang. Niche of Madonna of Sorrows) – zabytkowa nisza w stolicy Malty Valletta. Umieszczona jest na bocznej ścianie  kościoła Najświętszej Marii Panny (malt. Knisja ta' Ġieżu).
Nisza została wykonana przez skazanego na galery zakonu kawalerów maltańskich z Neapolu, który w ramach pokuty wyrzeźbił ją w ścianie kościoła. W czasie służby na galerach autor niszy zamordował kolejnego człowieka, za co został skazany przez Wielkiego Mistrza na śmierć. 
Obiekt jest wpisany na listę National Inventory of the Cultural Property of the Maltese Islands pod numerem 00518.